# Gonomyia digitifera
Gonomyia digitifera là một loài ruồi trong họ Limoniidae. Chúng phân bố ở miền Australasia.